# Novojaseněvskaja (stanice metra v Moskvě)
Novojaseněvskaja (rusky Новоясеневская), dříve Bitcevskij park (rusky Битцевский парк), je stanice moskevského metra. Svůj dřívější název nesla podle nedalekého stejnojmenného parku.

## Charakter stanice
Novojaseněvskaja se nachází na Kalužsko-Rižské lince, v její jižní části. Je to podzemní, mělce založená (7 m pod povrchem) hloubená stanice, navržená a postavená podle jednotného projektu. Její nástupiště je ostrovní, podpírané dvěma řadami sloupů. Ty jsou obložené tmavě růžovým mramorem, stěny za kolejemi pak obkládají zelené plasticky tvarované dlaždice, spolu s mramorem zmíněného typu.
Stanice má celkem dva výstupy, avšak vzhledem k nízké vytíženosti jednoho z nich se používá pouze západní. Ten vyúsťuje do mělce založeného vestibulu pod Novojaseněvský prospekt. Stanici denně využije 17 000 lidí, na celkovém vytížení celé sítě metra se podílí 0,2 %.
Stanice byla otevřena 17. ledna 1990, je nejmladší ze stanic na celé lince. Počítá se s tím, že sem bude zavedena linka lehkého metra Butovskaja, a to po novém úseku, který sem povede ze stanice Bulvar Dmitrija Donskogo.
1. června 2009 byla stanice přejmenována na současný název.